# Ivan Stefan
Ivan Stefan de Bulgarie (Bulgare: Иван Стефан : i.e Ivan Stefan ou Jean Étienne) (mort vers 1373) Tsar de Bulgarie de 1330 à 1331.
Fils du tsar Michel III Chichman et d’Anna Neda de Serbie la fille du roi Stefan Uroš II Milutin. Il est déshérité lorsque sa mère est répudiée avant l’union en 1324 de son père avec Théodora Paléologue la sœur d’Andronic III Paléologue.
Après la défaite et la mort de Michel III Chichman à la bataille de Kjustendil le 23 juillet 1330 contre les serbes il est imposé comme tsar de Bulgarie par le vainqueur son oncle Stefan Uroš III Dečanski mais son règne sera de courte durée : les boyards hostiles à sa mère organisent rapidement un coup d’État et le remplace par son cousin Ivan Aleksandăr, le neveu de Michel III Chichman.
Ivan Stephan s’enfuit avec sa mère d’abord à Naples puis à Constantinople. Il serait mort vers 1373.